# BroKen NIGHT/holLow wORlD
「broKen NIGHT／holLow wORlD」（ブロークン・ナイト／ホロウ・ワールド）は、Aimerの7枚目のシングル。2014年12月17日にDefSTAR Recordsから発売された。

## 概要
表題曲とカップリング曲「Open The Door」は、PS Vita『Fate/hollow ataraxia』のテーマ曲に起用された。表題曲の「broKen NIGHT」はバラードナンバーに、もう1曲の「holLow wORlD」はロックナンバーと、曲調が全く異なる2曲となっている。本作の4曲すべてにタイアップがついており、期間限定盤のみゲームのオープニング映像が収録されている。
「Open The Doors」は、PC版『Fate/hollow ataraxia』（2005年発売）のエンディングテーマであった「僕たちの未来」のカバー。全編英語詞に変更され再アレンジされている。

## 収録曲

### CD
1. broKen NIGHT (4:56)
作詞：aimerrhythm　作曲：浅見武男　編曲：玉井健二、大西省吾
2. holLow wORlD (4:36)
作詞：aimerrhythm　作曲：岡本剛、玉井健二　編曲：玉井健二、大西省吾
3. Open The Doors (5:01)
作詞・作曲：芳賀敬太　編曲：玉井健二、大西省吾
4. my sweetest one (4:39)
作詞：aimerrhythm　作曲：田中秀典　編曲：玉井健二、大西省吾
5. broKen NIGHT（Fate/hollow ataraxia edit） (1:52)
6. holLow wORlD（Fate/hollow ataraxia edit） (1:33)
7. Open The Doors（Fate/hollow ataraxia edit） (2:58)
8. broKen NIGHT（instrumental）(4:54)

### DVD（期間生産限定盤のみ）
1. PS Vita『フェイト/ホロウ アタラクシア』 Opening Movie

## 参加ミュージシャン
- 大西省吾 - プログラミングと楽器演奏

## 制作クレジット
- エグゼクティブ・プロデューサー - 村松俊亮、桂田大助、岸本俊一、玉井健二
- プロデューサー - 玉井健二
- Directed & Organized - 森岡英貴 (agehasprings)
- ミキシング・エンジニア - 森真樹
Recorded & Mixed at Studio Device
- マスタリング・エンジニア - 茅根裕司 (Sony Music Studios Tokyo)

- アート・ディレクション＆デザイン - 松田剛
- フォトグラファー - 加藤アラタ
- イラストレーション - DONA

## リリース日一覧
| 地域 | リリース日     | レーベル               | 規格                   | カタログ番号   | 備考           |
| ---- | -------------- | ---------------------- | ---------------------- | -------------- | -------------- |
| 日本 | 2014年12月17日 | DefSTAR RECORDS        | 12cmCD                 | DFCL 2100      | 通常盤         |
| 日本 | 2014年12月17日 | DefSTAR RECORDS        | 12cmCD + DVD           | DFCL 2101-2102 | 期間生産限定盤 |
| 日本 | 2014年12月17日 | DefSTAR RECORDS        | デジタル・ダウンロード | 947780722      | iTunes Store   |
| 日本 | 2014年12月17日 | Sony Music Labels Inc. | デジタル・ダウンロード | A1001427278    | レコチョク     |
| 日本 | 2014年12月17日 | Sony Music Labels Inc. | デジタル・ダウンロード | 4560429728733  | mora           |
| 日本 | 2014年12月17日 | Sony Music Labels Inc. | デジタル・ダウンロード | B00QQB5U4S     | Amazon.co.jp   |

## タイアップ
| 曲名                | タイアップ                                              |
| ------------------- | ------------------------------------------------------- |
| 「broKen NIGHT」    | PS Vitaゲーム『Fate/hollow ataraxia』オープニングテーマ |
| 「holLow wORlD」    | PS Vitaゲーム『Fate/hollow ataraxia』挿入歌             |
| 「Open The Doors」  | PS Vitaゲーム『Fate/hollow ataraxia』エンディングテーマ |
| 「my sweetest one」 | A.T.brides『すぐ婚navi』CMソング                        |

## 購入特典
- 店舗限定　Aimer『broKen NIGHT/holLow wORlD』告知ポスター[10]
- 武内崇 描き下ろし「フェイト/ホロウ アタラクシア」イラスト両面告知ポスター
- 2014年12月23日 TOWER RECORDS渋谷店・新宿店限定ミニライブ「TOWER OF LOVERS Vol.6 ～Xmas Special～」ご招待 @ タワーレコード渋谷店「CUTUP STUDIO」